# John Abercromby (5e baron Abercromby)
John Abercromby, 5e baron Abercromby (15 janvier 1841 - 7 octobre 1924) est un militaire et archéologue écossais.

## Biographie
Abercromby nait à Tullibody House, fils de George Abercromby, 3e baron Abercromby et de Louisa Penuel Forbes et a deux frères et une sœur. Il fait ses études à la Harrow School de Londres,.
Vers 1860, il reçoit une commission dans la Rifle Brigade mais démissionne en 1870 après avoir atteint le grade de lieutenant. Au cours de cette période, il ne participe à aucun conflit, mais est affecté au Canada pendant un an.[réf. nécessaire]
Après avoir quitté l'armée en 1870, il se consacre aux langues, aux voyages et au folklore. En 1904, il introduit le terme « beaker » (gobelet) dans le lexique archéologique pour décrire les récipients à boire de l'âge du cuivre trouvés dans toute l'Europe occidentale.
Il s'installe à Édimbourg, au 62 Palmerston Place, en 1895.
En 1898, il est élu membre de la Royal Society of Edinburgh, sa candidature est soutenue par le lieutenant-colonel Frederick Bailey, Alexander Buchan, John McLaren, Lord McLaren et Peter Guthrie Tait.
Il reçoit un doctorat honoris causa en droit (LLD) de l'université d'Édimbourg. Le 3 octobre 1917, à la suite du décès de son frère aîné George, il lui succède en tant que cinquième Lord Abercromby.
Il est élu membre de la Society of Antiquaries of Scotland en 1879, et en est le président de 1913 à 1918. Son testament prévoit la fondation de la chaire Abercromby d'archéologie à l'Université d'Édimbourg, poste occupé par Vere Gordon Childe et Stuart Piggott.

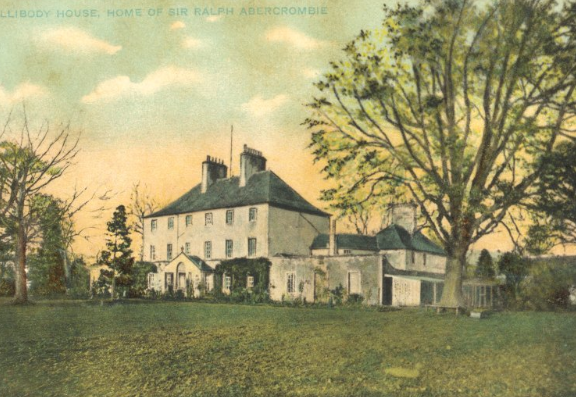
Tullibody House

Il meurt le 7 octobre 1924 et est enterré au Dean Cemetery à Édimbourg sur son côté est, près de l'entrée principale.
Tullibody House est détruit à la suite d'un incendie en 1961.

## Famille
John et Adele divorcent en 1879 après seulement trois ans de mariage. Comme il n'a pas de fils, la baronnie d'Abercromby s'éteint à sa mort.

## Travaux
- A trip through the Eastern Caucasus: with a chapter on the languages of the country, London: Edward Stanford, 1889 (lire en ligne)
- The pre- and proto-historic Finns, both Eastern and Western: with the magic songs of the west Finns, vol. 9-10, 2 vols, London: Nutt, 1898
  - vol. 1, vol. 1, vol. 2, vol. 2
  - Beaucoup d'éléments sont publiés dans une série d'articles du The Folklore Society dans Folklore as 'Magic Songs of the Finns' : v.1 (1890), 17–46, 331–48; v.2 (1891), 31–49; v.3 (1892), 49–66; v.4 (1893), 27–49.
- A. C. Haddon, A study of the Bronze Age pottery of Great Britain and Ireland and its associated grave-goods, vol. 2 vols, Oxford: Clarendon Press, 1912 (DOI 10.1038/090002a0, Bibcode 1912Natur..90....2H, S2CID 3971337, lire en ligne), chap. 2236, p. 2
  - vol. 1, vol. 2